# Saint-Pandelon
Saint-Pandelon é uma comuna francesa na região administrativa da Nova Aquitânia, no departamento Landes. Estende-se por uma área de 9,22 km². Em 2010 a comuna tinha 765 habitantes (densidade: 83 hab./km²).